# Клинові
Клинові, або Лускаті собачки (Clinidae) — родина риб з ряду собачкоподібних (Blenniiformes). Поширені в помірних водах Атлантичного, Тихого і Індійського океанів, як у північній, так і південній півкулях. Містить близько 86 видів у 20 родах. Найбільшим представником є Лускатий собачка гігантський (Heterostichus rostratus), який сягає 60 см довжини.

## Роди[1]
- Blennioclinus Gill, 1860
- Blennophis Swainson, 1839
- Cancelloxus J.L.B. SmithSmith, 1961
- Cirrhibarbis Valenciennes, 1836
- Climacoporus Barnard, 1935
- Clinitrachus Swainson, 1839
- Clinoporus Barnard, 1927
- Clinus Cuvier, 1816
- Cologrammus Gill, 1893
- Cristiceps Valenciennes, 1836
- Ericentrus Gill, 1893
- Fucomimus Smith, 1946
- Gibbonsia Cooper, 1864
- Heteroclinus Castelnau, 1872
- Heterostichus Girard, 1854
- Muraenoclinus Smith, 1946
- Myxodes Cuvier, 1829
- Ophiclinops Whitley, 1932
- Ophiclinus Castelnau, 1872
- Pavoclinus Smith, 1946
- Peronedys Steindachner, 1883
- Ribeiroclinus S. Y. Pinto, 1965
- Smithichthys Hubbs, 1952
- Springeratus S. C. Shen, 1971
- Sticharium Günther, 1867
- Xenopoclinus Smith, 1948